# Lista de campeões do Campeonato Mundial de Superbike
O Campeonato Mundial de Superbike, é o principal campeonato ao nível mundial de corrida de superbike, sendo disputada desde 1988.

## Campeonato mundial de pilotos

### Por temporada
| Temporada | Campeão             | Motorcicleta            | Pneus | Vitórias | 2º | 3º | Equipe                           |
| --------- | ------------------- | ----------------------- | ----- | -------- | -- | -- | -------------------------------- |
| 1988      | Fred Merkel         | Honda RC30              | M     | 2        | 2  | 1  | Rumi Honda                       |
| 1989      | Fred Merkel         | Honda RC30              | P     | 3        | 2  | 5  | Rumi Honda                       |
| 1990      | Raymond Roche       | Ducati 851              | M     | 8        | 7  | 2  | Squadra Corse Ducati Lucchinelli |
| 1991      | Doug Polen          | Ducati 888              | D     | 17       | 4  | 0  | Fast by Ferracci Ducati          |
| 1992      | Doug Polen          | Ducati 888              | D     | 9        | 4  | 2  | Team Police Ducati               |
| 1993      | Scott Russell       | Kawasaki ZXR-750        | D     | 5        | 12 | 1  | Team Muzzy Kawasaki              |
| 1994      | Carl Fogarty        | Ducati 916              | M     | 10       | 4  | 0  | Virginio Ferrari Ducati Corse    |
| 1995      | Carl Fogarty        | Ducati 916              | M     | 13       | 6  | 0  | Virginio Ferrari Ducati Corse    |
| 1996      | Troy Corser         | Ducati 916              | M     | 7        | 5  | 1  | Promotor Racing Team             |
| 1997      | John Kocinski       | Honda RC45              | M     | 9        | 4  | 4  | Castrol Honda                    |
| 1998      | Carl Fogarty        | Ducati 916              | M     | 3        | 6  | 5  | Ducati Performance               |
| 1999      | Carl Fogarty        | Ducati 996              | M     | 11       | 6  | 2  | Ducati Performance               |
| 2000      | Colin Edwards       | Honda VTR1000 SP/RC51   | M     | 8        | 2  | 1  | Castrol Honda                    |
| 2001      | Troy Bayliss        | Ducati 996R             | M     | 6        | 6  | 3  | Ducati Infostrada                |
| 2002      | Colin Edwards       | Honda VTR1000 SP-2/RC51 | M     | 11       | 10 | 4  | Castrol Honda                    |
| 2003      | Neil Hodgson        | Ducati 999F03           | M     | 13       | 7  | 0  | Ducati FILA                      |
| 2004      | James Toseland      | Ducati 999F04           | P     | 3        | 9  | 2  | Ducati FILA                      |
| 2005      | Troy Corser         | Suzuki GSX-R1000 K5     | P     | 8        | 5  | 5  | Alstare Suzuki Corona            |
| 2006      | Troy Bayliss        | Ducati 999F06           | P     | 12       | 3  | 1  | Ducati Xerox                     |
| 2007      | James Toseland      | Honda CBR1000RR         | P     | 8        | 5  | 1  | Hannspree Ten Kate Honda         |
| 2008      | Troy Bayliss        | Ducati 1098 F08         | P     | 13       | 6  | 5  | Ducati Xerox Team                |
| 2009      | Ben Spies           | Yamaha YZF-R1           | P     | 14       | 2  | 1  | Yamaha World Superbike Team      |
| 2010      | Max Biaggi          | Aprilia RSV4 1000       | P     | 10       | 2  | 2  | Aprilia Alitalia Racing          |
| 2011      | Carlos Checa        | Ducati 1098R            | P     | 15       | 0  | 6  | Althea Racing                    |
| 2012      | Max Biaggi          | Aprilia RSV4 1000       | P     | 5        | 2  | 4  | Aprilia Racing Team              |
| 2013      | Tom Sykes           | Kawasaki ZX-10R         | P     | 9        | 4  | 5  | Kawasaki Racing Team             |
| 2014      | Sylvain Guintoli    | Aprilia RSV4 1000       | P     | 5        | 8  | 3  | Aprilia Racing Team              |
| 2015      | Jonathan Rea        | Kawasaki ZX-10R         | P     | 14       | 7  | 2  | Kawasaki Racing Team             |
| 2016      | Jonathan Rea        | Kawasaki ZX-10R         | P     | 9        | 9  | 5  | Kawasaki Racing Team             |
| 2017      | Jonathan Rea        | Kawasaki ZX-10RR        | P     | 16       | 7  | 1  | Kawasaki Racing Team             |
| 2018      | Jonathan Rea        | Kawasaki ZX-10RR        | P     | 17       | 4  | 1  | Kawasaki Racing Team             |
| 2019      | Jonathan Rea        | Kawasaki ZX-10RR        | P     | 17       | 16 | 1  | Kawasaki Racing Team WorldSBK    |
| 2020      | Jonathan Rea        | Kawasaki ZX-10RR        | P     | 11       | 5  | 1  | Kawasaki Racing Team WorldSBK    |
| 2021      | Toprak Razgatlıoğlu | Yamaha YZF-R1           | P     | 13       | 9  | 7  | Pata Yamaha with Brixx WorldSBK  |
| 2022      | Álvaro Bautista     | Ducati Panigale V4 R    | P     | 16       | 12 | 3  | Aruba.it Racing – Ducati         |
| 2023      | Álvaro Bautista     | Ducati Panigale V4 R    | P     | 24       | 3  | 1  | Aruba.it Racing – Ducati         |
| 2024      | Toprak Razgatlıoğlu | BMW M1000RR             | P     | 18       | 7  | 2  | Rokit BMW Motorrad               |

### Por piloto

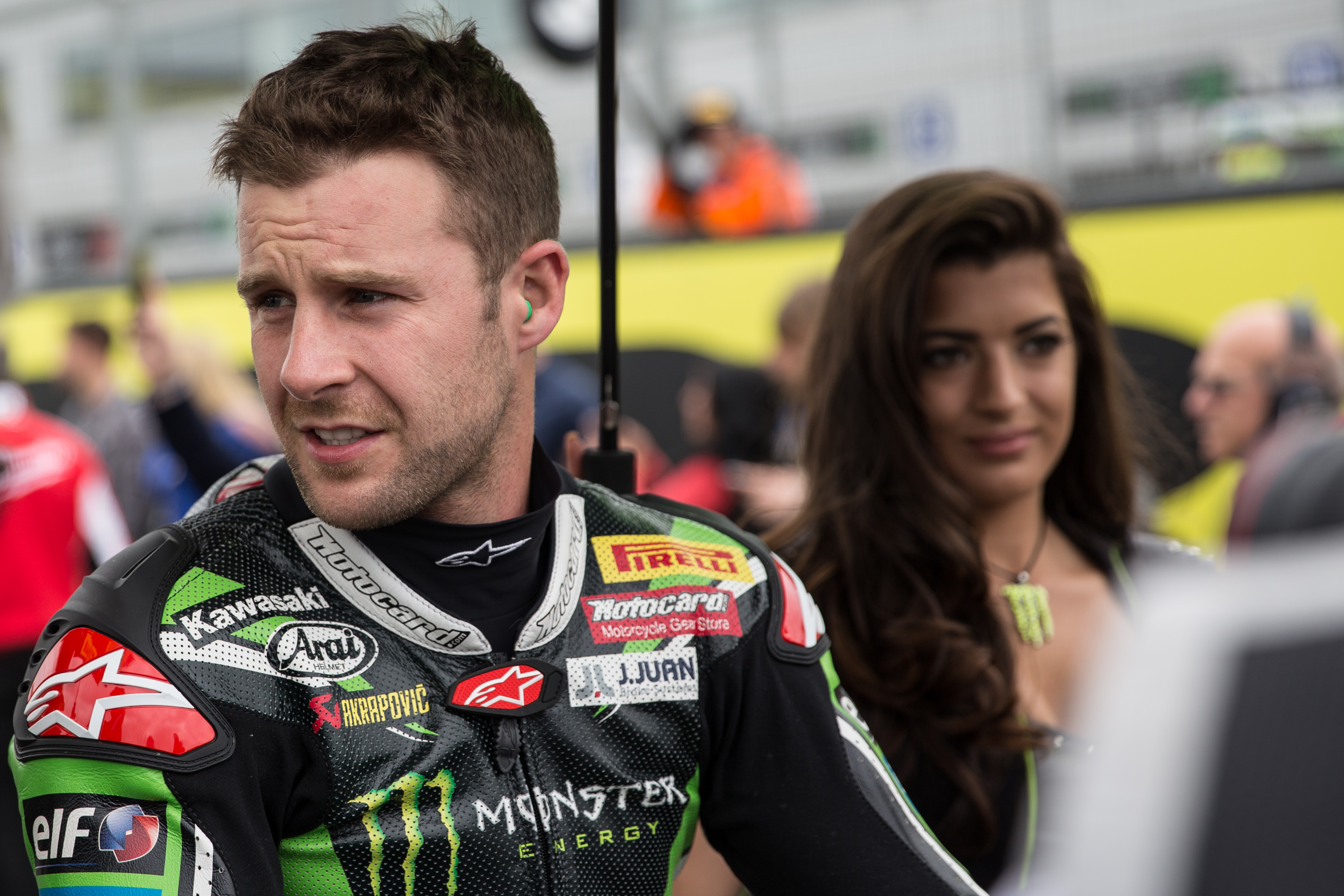
Jonathan Rea é hexacampeão do Campeonato Mundial de Superbike, além de ter o recorde de vitórias da categoria

O campeão da temporada de 2023 está marcado em negrito;
| Piloto              | Títulos | Temporada(s)                       |
| ------------------- | ------- | ---------------------------------- |
| Jonathan Rea        | 6       | 2015, 2016, 2017, 2018, 2019, 2020 |
| Carl Fogarty        | 4       | 1994, 1995, 1998, 1999             |
| Troy Bayliss        | 3       | 2001, 2006, 2008                   |
| Fred Merkel         | 2       | 1988, 1989                         |
| Doug Polen          | 2       | 1991, 1992                         |
| Troy Corser         | 2       | 1996, 2005                         |
| Colin Edwards       | 2       | 2000, 2002                         |
| James Toseland      | 2       | 2004, 2007                         |
| Max Biaggi          | 2       | 2010, 2012                         |
| Álvaro Bautista     | 2       | 2022, 2023                         |
| Toprak Razgatlıoğlu | 2       | 2021, 2024                         |
| Raymond Roche       | 1       | 1990                               |
| Scott Russell       | 1       | 1993                               |
| John Kocinski       | 1       | 1997                               |
| Neil Hodgson        | 1       | 2003                               |
| Ben Spies           | 1       | 2009                               |
| Carlos Checa        | 1       | 2011                               |
| Tom Sykes           | 1       | 2013                               |
| Sylvain Guintoli    | 1       | 2014                               |

### Por nacionalidade
Pilotos que disputaram a temporada de 2023 estão marcados em negrito;
| País           | Títulos | Campeões | Temporada(s)                                           | Por piloto (títulos)    |
| -------------- | ------- | -------- | ------------------------------------------------------ | ----------------------- |
| Reino Unido    | 14      | 5        | 1994–1995, 1998–1999, 2003–2004, 2007, 2013, 2015–2020 | Jonathan Rea (6)        |
| Reino Unido    | 14      | 5        | 1994–1995, 1998–1999, 2003–2004, 2007, 2013, 2015–2020 | Carl Fogarty (4)        |
| Reino Unido    | 14      | 5        | 1994–1995, 1998–1999, 2003–2004, 2007, 2013, 2015–2020 | James Toseland (2)      |
| Reino Unido    | 14      | 5        | 1994–1995, 1998–1999, 2003–2004, 2007, 2013, 2015–2020 | Neil Hodgson (1)        |
| Reino Unido    | 14      | 5        | 1994–1995, 1998–1999, 2003–2004, 2007, 2013, 2015–2020 | Tom Sykes (1)           |
| Estados Unidos | 9       | 6        | 1988–1989, 1991–1993, 1997, 2000, 2002, 2009           | Fred Merkel (2)         |
| Estados Unidos | 9       | 6        | 1988–1989, 1991–1993, 1997, 2000, 2002, 2009           | Doug Polen (2)          |
| Estados Unidos | 9       | 6        | 1988–1989, 1991–1993, 1997, 2000, 2002, 2009           | Colin Edwards (2)       |
| Estados Unidos | 9       | 6        | 1988–1989, 1991–1993, 1997, 2000, 2002, 2009           | Scott Russell (1)       |
| Estados Unidos | 9       | 6        | 1988–1989, 1991–1993, 1997, 2000, 2002, 2009           | John Kocinski (1)       |
| Estados Unidos | 9       | 6        | 1988–1989, 1991–1993, 1997, 2000, 2002, 2009           | Ben Spies (1)           |
| Austrália      | 5       | 2        | 1996, 2001, 2005-2006, 2008                            | Troy Bayliss (3)        |
| Austrália      | 5       | 2        | 1996, 2001, 2005-2006, 2008                            | Troy Corser (2)         |
| Espanha        | 3       | 2        | 2011, 2022-2023                                        | Carlos Checa (1)        |
| Espanha        | 3       | 2        | 2011, 2022-2023                                        | Álvaro Bautista (2)     |
| Itália         | 2       | 1        | 2010, 2012                                             | Max Biaggi (2)          |
| França         | 2       | 2        | 1990, 2014                                             | Raymond Roche (1)       |
| França         | 2       | 2        | 1990, 2014                                             | Sylvain Guintoli (1)    |
| Turquia        | 2       | 1        | 2021, 2024                                             | Toprak Razgatlıoğlu (2) |

### Por vitórias em corridas
| Pilotos             | Vitórias Totais |
| ------------------- | --------------- |
| Jonathan Rea        | 119             |
| Álvaro Bautista     | 63              |
| Carl Fogarty        | 59              |
| Toprak Razgatlıoğlu | 57              |
| Troy Bayliss        | 52              |
| Noriyuki Haga       | 43              |
| Tom Sykes           | 34              |
| Troy Corser         | 33              |
| Colin Edwards       | 31              |
| Doug Polen          | 27              |
| Carlos Checa        | 24              |
| Raymond Roche       | 23              |
| Max Biaggi          | 21              |
| Neil Hodgson        | 16              |
| James Toseland      | 16              |
| John Kocinski       | 14              |
| Scott Russell       | 14              |
| Ben Spies           | 14              |
| Sylvain Guintoli    | 9               |
| Fred Merkel         | 8               |

### Por fabricante
Esta lista mostra quais motos foram diretamente utilizadas por pilotos para assegurar seus campeonatos. Para o campeonato de fabricantes, listas abaixo.
| Fabricante | Títulos | Temporada(s)                                                                                   |
| ---------- | ------- | ---------------------------------------------------------------------------------------------- |
| Ducati     | 16      | 1990, 1991, 1992, 1994, 1995, 1996, 1998, 1999, 2001, 2003, 2004, 2006, 2008, 2011, 2022, 2023 |
| Kawasaki   | 8       | 1993, 2013, 2015, 2016, 2017, 2018, 2019, 2020                                                 |
| Honda      | 6       | 1988, 1989, 1997, 2000, 2002, 2007                                                             |
| Aprilia    | 3       | 2010, 2012, 2014                                                                               |
| Yamaha     | 2       | 2009, 2021                                                                                     |
| Suzuki     | 1       | 2005                                                                                           |
| BMW        | 1       | 2024                                                                                           |

## Campeonato mundial de fabricantes

### Por temporada
| Temporada | Campeão  | Motocicleta      | Vitórias | 2º | 3º |
| --------- | -------- | ---------------- | -------- | -- | -- |
| 1988      | Honda    | Honda RC30       | 2        | 6  | 8  |
| 1989      | Honda    | Honda RC30       | 8        | 7  | 12 |
| 1990      | Honda    | Honda RC30       | 6        | 8  | 12 |
| 1991      | Ducati   | Ducati 888       | 23       | 14 | 11 |
| 1992      | Ducati   | Ducati 888       | 20       | 15 | 11 |
| 1993      | Ducati   | Ducati 888       | 19       | 6  | 7  |
| 1994      | Ducati   | Ducati 916       | 12       | 11 | 9  |
| 1995      | Ducati   | Ducati 916       | 20       | 14 | 8  |
| 1996      | Ducati   | Ducati 916       | 14       | 10 | 8  |
| 1997      | Honda    | Honda RC45       | 12       | 9  | 10 |
| 1998      | Ducati   | Ducati 916       | 10       | 14 | 16 |
| 1999      | Ducati   | Ducati 996       | 16       | 14 | 5  |
| 2000      | Ducati   | Ducati 996       | 5        | 10 | 7  |
| 2001      | Ducati   | Ducati 996R      | 15       | 16 | 7  |
| 2002      | Ducati   | Ducati 998 F02   | 14       | 12 | 18 |
| 2003      | Ducati   | Ducati 999 F03   | 24       | 20 | 20 |
| 2004      | Ducati   | Ducati 999 F04   | 18       | 17 | 20 |
| 2005      | Suzuki   | Suzuki GSX-R1000 | 9        | 11 | 6  |
| 2006      | Ducati   | Ducati 999 F06   | 12       | 3  | 3  |
| 2007      | Yamaha   | Yamaha YZF-R1    | 6        | 9  | 9  |
| 2008      | Ducati   | Ducati 1098 F08  | 13       | 11 | 12 |
| 2009      | Ducati   | Ducati 1098 F09  | 11       | 16 | 9  |
| 2010      | Aprilia  | Aprilia RSV4     | 10       | 3  | 4  |
| 2011      | Ducati   | Ducati 1098R     | 15       | 4  | 8  |
| 2012      | Aprilia  | Aprilia RSV4     | 7        | 5  | 9  |
| 2013      | Aprilia  | Aprilia RSV4     | 10       | 9  | 6  |
| 2014      | Aprilia  | Aprilia RSV4     | 11       | 10 | 6  |
| 2015      | Kawasaki | Kawasaki ZX-10R  | 18       | 13 | 7  |
| 2016      | Kawasaki | Kawasaki ZX-10R  | 14       | 18 | 11 |
| 2017      | Kawasaki | Kawasaki ZX-10RR | 18       | 12 | 10 |
| 2018      | Kawasaki | Kawasaki ZX-10RR | 18       | 9  | 5  |
| 2019      | Kawasaki | Kawasaki ZX-10RR | 19       | 19 | 15 |
| 2020      | Kawasaki | Kawasaki ZX-10RR | 12       | 7  | 2  |
| 2021      | Yamaha   | Yamaha YZF-R1    | 13       | 10 | 12 |
| 2022      | Ducati   | Panigale V4 R    | 16       | 14 | 8  |
| 2023      | Ducati   | Panigale V4 R    | 27       | 3  | 1  |
| 2024      | Ducati   | Panigale V4 R    | 15       | 19 | 1  |

### Por fabricante
Fabricantes de negrito estiveram durante a temporada de 2022 da SBK
| Fabricante | Campeonatos | Temporada(s) |
| ---------- | ----------- | --- |
| Ducati     | 20          | 1991, 1992, 1993, 1994, 1995, 1996, 1998, 1999, 2000, 2001, 2002, 2003, 2004, 2006, 2008, 2009, 2011, 2022, 2023, 2024 |
| Kawasaki   | 6           | 2015, 2016, 2017, 2018, 2019, 2020                                                                                     |
| Honda      | 4           | 1988, 1989, 1990, 1997                                                                                                 |
| Aprilia    | 4           | 2010, 2012, 2013, 2014                                                                                                 |
| Yamaha     | 2           | 2007, 2021 |
| Suzuki     | 1           | 2005 |

### Por nacionalidade da fabricante
| País   | Títulos | Campeonatos | Temporada(s)                                     | Por fabricante (títulos) |
| ------ | ------- | ----------- | ------------------------------------------------ | ------------------------ |
| Itália | 24      | 2           | 1991–1996, 1998–2004, 2006, 2008–2014, 2022-2024 | Ducati (20)              |
| Itália | 24      | 2           | 1991–1996, 1998–2004, 2006, 2008–2014, 2022-2024 | Aprilia (4)              |
| Japão  | 13      | 4           | 1988–1990, 1997, 2005, 2007, 2015–2021           | Kawasaki (6)             |
| Japão  | 13      | 4           | 1988–1990, 1997, 2005, 2007, 2015–2021           | Honda (4)                |
| Japão  | 13      | 4           | 1988–1990, 1997, 2005, 2007, 2015–2021           | Yamaha (2)               |
| Japão  | 13      | 4           | 1988–1990, 1997, 2005, 2007, 2015–2021           | Suzuki (1)               |